# YBN Nahmir
Ніколас Сіммонс (англ. Nicholas Simmons), відомий під псевдонімом YBN Nahmir — американський репер та автор пісень з Бірмінгема, Алабама, США. Насамперед відомий завдяки синглам «Rubbin Off the Paint» (ввійшов до списку хіт-параду Billboard Hot 100) та «Bounce Out With That» (посів першу сходинку хіт-параду Bubbling Under Hot 100).
Разом із виконавцями YBN Almighty Jay та YBN Cordae заснував реп-колектив YBN.

## Біографія
Народився 18 грудня 1999 року у Бірмінгемі, Алабама, США. Своє дитинство провів у будинку, де проживали його матір, кузин, брат, сестра та дідусь. Його старші брати та кузин мали відношення до криміналу, що мало значний вплив на дитинство Сіммонса. Навчався у середній школі Клей Чоквіль, але після успіху треку «Rubbin Off the Paint» покинув навчання у школі та розпочав онлайн заняття. Зрештою, у травні 2018 року здобув середню освіту.
Інтерес до музики у Сіммонса з'явився у чотирнадцятирічному віці, коли на Різдво йому подарували Xbox 360. Сіммонс почав грати відеоігри «Rock Band» (згодом використав її для запису своєї дебютної пісні) та Grand Theft Auto V. Окрім того, він почав записувати геймплей відео та завантажувати їх на свій канал у Ютубі, нарощуючи зацікавлену аудиторію. Сіммонс також ходив на вечірки Xbox Live, де виконував фрістайл, а згодом й заснував із друзями музичний колектив під назвою Young Boss Niggas. Перед тим як почати створювати власну музику, Сіммонс слухав реперів Сан-Франциської затоки, зокрема музику репера E-40, який мав визначний вплив на його творчість.
Нині мешкає у Лос-Анджелесі, Каліфорнія, США.

## Кар'єра
2014 року Сіммонс утворив хіп-хоп колектив YBN (акронім до Young Boss Niggas), учасниками якого стали репери-бірмінгемці, серед яких: YBN Олмайті Джей, YBN Кордай, YBN Ґліззі, YBN Менні, YBN Волкер, YBN Нікі Баандз, YBN Мелік, YBN Карл та YBN Дейдей.
У пятнадцятирічному віці Сіммонс завантажив свій дебютний трек на YouTube за підтримки репера YBN Олмайті Джей, одного із учасників колективу YBN. Після публікації 21 березня 2015 року трек «Hood Mentality» майже не здобув розголосу. Згодом Сіммонс завантажив ще декілька пісень, а 2 січня 2017 року видав дебютний мікстейп під назвою «Believe In The Glo», який публіккував на онлайн-платформі Саундклауд. 21 січня 2017 року виконавець завантажив свій другий мікстейп. Перша пісня, яка набрала 50 тисяч прослуховувань на Саудклауд, мала назву «Why» та, за словами Сіммонса, завдячувала своєму успіху тим, що слугувала діссом на багатьох бірмінгемських реперів.
18 вересня 2017 року Сіммлнс випустив трек «Rubbin Off the Paint», який відразу ж здобув популярність та за словами виконавця «вибухнув за одну ніч». Після успіху пісні, Сіммонс залишив навчання у школі через свою надзвичайну популярність та розпочав навчання онлайн. Трек посів 79 сходинку у списку хіт-параду Billboard Hot 100, а згодом піднявся на 46 позицію.
23 січня 2018 року виконвець презентував трек «Bounce Out With That», який зібрав більше ніж 100 мільйонів переглядів на YouTube. У квітні 2018 року Сіммонс підписав контракт з студією звукозапису «Atlantic Records». Згодом разом із колективом YBN випустив мікстейп «YBN: The Mixtape», над записом якого також працювали Gucci Mane, Machine Gun Kelly, Lil Skies тощо.

## Дискографія

### Мікстейпи
| Назва                                                      | Деталі                                                              | Сходинка у хіт-парадах |
| Назва                                                      | Деталі                                                              | CAN                    |
| ---------------------------------------------------------- | ------------------------------------------------------------------- | ---------------------- |
| Believe in the Glo                                         | - Вихід: 2 січня 2017 - Формат: електронне завантаження             | —                      |
| #YBN                                                       | - Вихід: 2017 - Формат: електронне завантаження                     | —                      |
| YBN: The Mixtape (за участіYBN Almighty Jay та YBN Cordae) | - Вихід: 7 вересня 2018 - Формат: електронне завантаження, стримінг | 19                     |

### Сингли
| «Rubbin Off the Paint»            | 2017 | 46 | 17 | 15 | 85 | - RIAA: Gold |  |  |  |  |  |  |  |  |  |  |
| «Popped Up»                       | 2017 | —  | —  | —  | —  |              |  |  |  |  |  |  |  |  |  |  |
| «Bail Out»                        | 2017 | —  | —  | —  | —  |              |  |  |  |  |  |  |  |  |  |  |
| «No Hook» (with YBN Almighty Jay) | 2017 | —  | —  | —  | —  |              |  |  |  |  |  |  |  |  |  |  |
| «The Race» (Tay-K remix)          | 2017 | —  | —  | —  | —  |              |  |  |  |  |  |  |  |  |  |  |
| «Glizzy Hella Geekin»             | 2017 | —  | —  | —  | —  |              |  |  |  |  |  |  |  |  |  |  |
| «I Got a Stick»                   | 2017 | —  | —  | —  | —  |              |  |  |  |  |  |  |  |  |  |  |
| «Bounce Out with That»            | 2018 | —  | 47 | —  | 76 | - RIAA: Gold |  |  |  |  |  |  |  |  |  |  |
|                                   |      |    |    |    |    |              |  |  |  |  |  |  |  |  |  |  |

#### Як запрошений артист
| Назва                                             | Рік  | Сходинка у хіт-парадах | Сходинка у хіт-парадах | Сходинка у хіт-парадах | Альбом     |
| Назва                                             | Рік  | US                     | US R&B/HH              | CAN                    | Альбом     |
| ------------------------------------------------- | ---- | ---------------------- | ---------------------- | ---------------------- | ---------- |
| »1942" (G-Eazy, за участі Yo Gotti та YBN Nahmir) | 2018 | 70                     | 29                     | 90                     | Uncle Drew |